# Miss Continente Americano 2009
Miss Continente Americano 2009 foi a 4ª edição do tradicional concurso de beleza de Miss Continente Americano. O evento se realizou no Centro de Convenções Simon Bolivar, em Guaiaquil, cidade litorânea do Equador com a presença de vinte (20) aspirantes ao título e apresentação do jornalista Roberto Rodríguez e da Miss Continente Americano 2006 Marianne Cruz González. A mexicana Maria Guadalupe "Lupita" González, detentora do título na ocasião, passou a coroa à colombiana Lina Mosquera.

## Resultados

### Colocação
| Colocação      | País                                                                              |
| Vencedora      | - Colômbia - Lina Mosquera                                                        |
| 2º. Lugar      | - Brasil - Denise Aliceral                                                        |
| 3º. Lugar      | - Equador - Sandra Vinces                                                         |

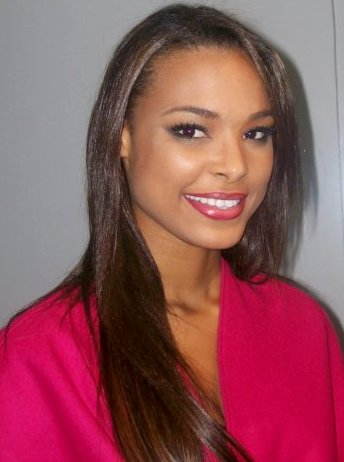
A grande vencedora do concurso deste ano, a colombiana Lina Marcela Mosquera.

| Semifinalistas | - Honduras - Bélgica González - Peru - Karen Schwarz - Venezuela - Andreína Gomes |

### Premiações Especiais
O concurso distribuiu os seguintes prêmios este ano:
| Premiação           | País                         |
| Melhor Rosto        | - Peru - Karen Schwarz       |
| Miss Simpatia       | - El Salvador - Mayella Mena |
| Miss Fotogenia      | - El Salvador - Mayella Mena |
| Melhor Traje Típico | - Panamá - Liseth Díaz Muñoz |

## Candidatas
Disputaram o título este ano:
| - Argentina - Evelyn Lucía Manchón - Bolívia - Paola Flores - Brasil - Denise Aliceral - Canadá - Mariana Valente - Chile - Catherine Cerda - Colômbia - Lina Mosquera - Costa Rica - Amalía Matamoros - Equador - Sandra Vinces - El Salvador - Mayella Mena - Guatemala - Ivanna Bonilla | - Honduras - Bélgica González - México - Paulina Hernández - Nicarágua - Indiana Sánchez - Panamá - Liseth Díaz Muñoz - Paraguai - Tamara Sosa Zapatini - Peru - Karen Schwarz - Porto Rico - Melissa Serrano - República Dominicana - Rocío Castellanos - Uruguai - Ana Laura Gómez - Venezuela - Andreína Gomes |